# Cisów (gmina)
Cisów – dawna gmina wiejska istniejąca do 1954 roku w woj. kieleckim. Nazwa gminy pochodzi od wsi Cisów, lecz siedzibą władz gminy były Ociesęki.
W okresie międzywojennym gmina Cisów należała do powiatu kieleckiego w woj. kieleckim. Po wojnie gmina zachowała przynależność administracyjną. Według stanu z dnia 1 lipca 1952 gmina składała się z 7 gromad: Cisów, Huta Nowa, Koziel, Makoszyn, Ociesęki, Widełki i Wólka Pokłonna.
Jednostka została zniesiona 29 września 1954 wraz z reformą wprowadzającą gromady w miejsce gmin. Po reaktywowaniu gmin z dniem 1 stycznia 1973 gminy Cisów nie przywrócono, a jej dawny obszar wszedł głównie w skład gmin Daleszyce (w tymże powiecie i województwie) i Raków (w powiecie staszowskim w tymże województwie).